# وگویان
وگویان گروهی از جزایر در دریای نروژ که به شهرداری وگا، نروژ مربوط می‌شود. این مکان در سال ۲۰۱۷ در میراث جهانی یونسکو به ثبت رسید.

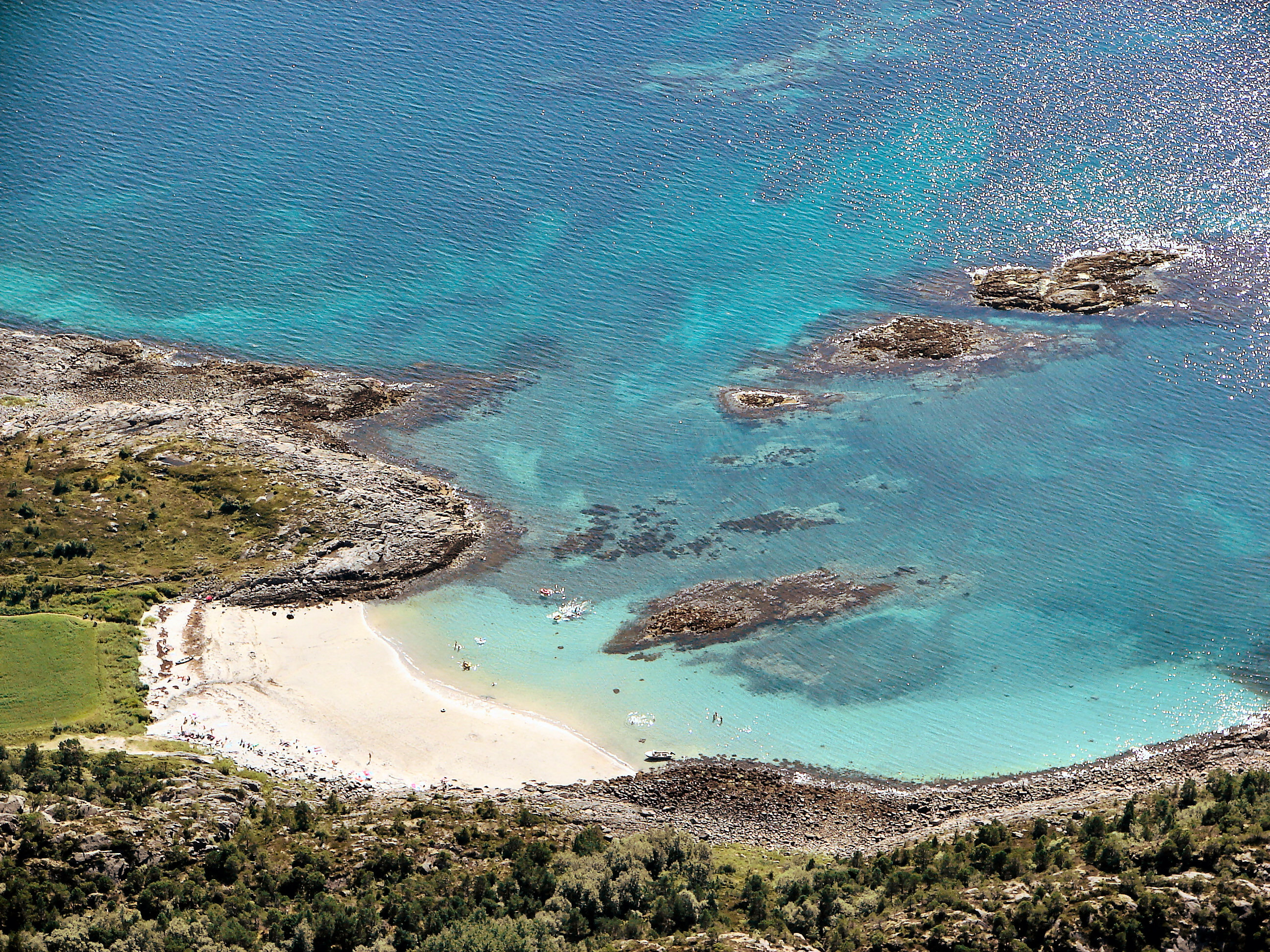
ساحل وگا